# Абхазо-адыгские языки
Абха́зо-ады́гские (также западнокавка́зские) языки — языковая семья, распространённая на северо-западном Кавказе (в России и Абхазии), а также в диаспорах в Турции и других странах. Включает в себя адыгскую и абхазо-абазинскую ветви и убыхский язык.

## Распространение

### География
Традиционный ареал распространения абхазо-адыгских языков расположен к северу и отчасти к югу от западной части Кавказского хребта. Абхазский язык был традиционно распространён на территории, ограниченной с трёх сторон Кавказским хребтом, Чёрным морем и рекой Ингури; абазинский — к северу от этого региона, в бассейнах рек Большая Лаба, Большой Зеленчук, Малая Лаба, Малый Зеленчук и Уруп; убыхский — в районе современной агломерации Сочи; адыгейский и кабардино-черкесский — к северу от них, вдоль берега Чёрного моря и у подножий гор.
В середине XIX века ситуация кардинально изменилась, когда Российская империя завоевала земли абхазо-адыгских народов и организовала их насильственное переселение в Османскую империю. Вследствие этого в наши дни значительная часть носителей этих языков проживает в Турции, Сирии, Иордании, Израиле и Ираке. Садзский диалект абхазского сохранился только в Турции. На Северном Кавказе носители абхазо-адыгских языков сейчас живут в нескольких регионах России: Адыгее, Карачаево-Черкесии, Кабардино-Балкарии, Краснодарском крае, а также в Абхазии.

### Численность
Согласно переписи 2010 года, в России живёт около 515 700 носителей кабардино-черкесского, 117 500 — адыгейского и 38 000 — абазинского. Число носителей абхазского в Абхазии и России примерно равно 100 000 человек. В Турции количество носителей абхазо-адыгских языков больше, чем в России, однако их точное число установить трудно. Убыхский язык является мёртвым — его последний носитель умер в Турции в 1992 году.

### Социолингвистическая ситуация
Адыгейский язык является одним из официальных языков в Адыгее, кабардино-черкесский — в Кабардино-Балкарии и Карачаево-Черкессии. Их носители обычно считают их диалектами одного языка, несмотря на отсутствие взаимопонимания между ними. Абазинский язык является одним из официальных языков в Карачаево-Черкесии. Эти языки используются в местных СМИ и литературе. На адыгейском и кабардино-черкесском языках ведётся преподавание в школах, на абазинском ведутся школьные и дошкольные занятия по абазинскому языку и литературе. Абхазский — официальный язык Абхазии, где он также представлен в СМИ и литературе. Литературный абхазский основан на абжуйском диалекте, литературный абазинский — на тапантском, литературный адыгейский — на темиргоевском диалекте.
Все абхазо-адыгские языки на территории России и Абхазии испытывают давление русского. По мнению лингвиста Джорджа Хьюитта, кабардино-черкесский — единственный абхазо-адыгский язык, не находящийся под угрозой исчезновения. В Турции их использование ограничено по политическим причинам.

## История
В XIV веке некоторые носители общего абхазо-абазинского языка мигрировали из Абхазии на север от Кавказского хребта. Впоследствии их диалект развился в абазинский язык (тапантский диалект), в то время как диалект оставшихся в Абхазии носителей развился в абхазский. В XVII–XVIII веках произошла новая волна миграции в том же направлении; речь переселенцев превратилась в современный ашхарский диалект абазинского, который с лингвистической точки зрения занимает промежуточное положение между тапантским абазинским и абхазским. Адыгейский и кабардино-черкесский литературные языки были созданы в начале XX века и отчасти искусственно разделили на две части диалекты и говоры общего адыгского/черкесского языка.

### Связь с другими семьями и языками
Предположение о возможном генеалогическом родстве абхазо-адыгских, нахско-дагестанских и картвельских языков было впервые высказано лингвистом Петром Усларом в 1864 году. В XX веке эта идея была развита грузинскими учёными — историком Иваном Джавахишвили, лингвистом Арнольдом Чикобава и другими — и была названа «иберийско-кавказской гипотезой». В наши дни иберийско-кавказская гипотеза считается опровергнутой и не поддерживается большинством специалистов. Лингвист Николай Трубецкой в 1930 году предположил, что родственны между собой только абхазо-адыгские и нахско-дагестанские языки. В конце XX века лингвисты Сергей Николаев и Сергей Старостин поддержали идею об этой гипотетической «северокавказской» макросемье, опубликовав этимологический словарь реконструкций гипотетического общего праязыка. Северокавказская гипотеза не получила однозначной поддержки среди учёных.
Некоторые макрокомпаративисты включают абхазо-адыгскую семью в гипотетическую сино-кавказскую макросемью вместе с нахско-дагестанской и енисейской семьями, а также, например, баскским языком и бурушаски. Кроме того, с начала XX века некоторые учёные выдвигали предположения о родстве абхазо-адыгской семьи с мёртвым хаттским языком. Большинство современных лингвистов считает эти гипотезы сомнительными.

## Классификация
Абхазо-адыгская семья состоит из пяти языков, которые группируются в абхазо-абазинскую и адыгскую ветви, а также составляющий собственную ветвь убыхский язык. Адыгская ветвь состоит из адыгейского и кабардино-черкесского, которые их носители обычно считают диалектами одного языка. Процент совпадений в базовой лексике между ними достигает 93%. Некоторые диалекты абхазского (например, садзский) и адыгейского (например, шапсугский) могут считаться отдельными языками. Убыхский с лингвистической точки зрения является промежуточным между абхазо-абазинской и адыгской ветвями, а ашхарский диалект абазинского — между тапантским диалектом абазинского и абхазским.
Ниже приведена традиционная классификация абхазо-адыгской семьи:
- абхазо-абазинские языки
  - абхазский
  - абазинский
- адыгские (черкесские) языки
  - адыгейский (западночеркесский)
  - кабардино-черкесский (восточночеркесский)
- убыхский язык †

## Лингвистическая характеристика

### Фонология и фонетика

#### Согласные
Абхазо-адыгские языки — одни из самых богатых в мире по количеству согласных. Оно варьируется от 50 (в литературном кабардино-черкесском) до более чем 80 фонем (в убыхском). Эта особенность связана с наличием большого числа шипящих и абруптивных согласных, а также дополнительных артикуляций у согласных — палатализации и лабиализации (в убыхском также представлена фарингализация). Смычные согласные в большинстве языков и диалектов образуют тройки по типу «глухой (придыхательный)», «глухой абруптивный» и «звонкий» (например, /kʰ/–/kʼ/–/g/). Исключение составляют бжедугский и шапсугский диалекты адыгейского, в которых дополнительно различаются глухие придыхательные и непридыхательные согласные (например, в бжедугском диалекте /tʰəʁe/ означает «данный», а /təʁe/ — «солнце») — эта система реконструируется и для общего прото-адыгского.
Шипящие фрикативные и аффрикаты в большинстве языков семьи различают четыре места образования. В русскоязычной академической традиции они обычно описываются как зубные (/s/, /ʦ/), альвеолярные (/ɕ/, /ʨ/), постальвеолярные (/ʃ/, /ʧ/) и палатализованные постальвеолярные (/ʃʲ/, /ʧʲ/), однако такая фонетическая характеристика является дискуссионной. Набор сонорных согласных, напротив, сравнительно беден: во всех языках семьи встречаются только согласные /j/, /w/, /n/, /m/ и /r/. Фонема /l/ имеется только в абхазо-абазинской ветви и убыхском. В абхазском и некоторых диалектах абазинского также есть лабиопалатальный аппроксимант /ɥ/; в некоторых диалектах кабардино-черкесского — звонкий боковой фрикативный /ɮ/.
В абхазо-адыгской семье встречается множество редких и необычных согласных. Так, редкими являются глоттализованные фрикативные согласные фонемы, имеющиеся в адыгских языках (например, так называемый «шипяще-свистящий» /ɕˀ/), и палатализованные увулярные смычные, имеющиеся в абхазо-абазинских и убыхском, а также палатализованная гортанная смычка /ʔʲ/ в абзахском диалекте адыгейского и абхазский лабиопалатальный аппроксимант /ɥ/.

#### Гласные
Системы гласных в абхазо-адыгских языках, в отличие от согласных, сравнительно бедны. Проблема выделения гласных фонем в абхазо-адыгских языках является дискуссионной, и лингвисты имеют разные взгляды на количество и набор фонем в языках семьи. Так, например, разные учёные предлагали анализировать адыгские языки как имеющие три, две или всего одну гласную фонему. Спорным вопросом является также фонематический статус гласной /aː/ в некоторых языках семьи. По одной из версий, для абхазского и абазинского необходимо постулировать две гласные фонемы: /ɐ/ и /ɨ/; для адыгских и убыхского — также третью фонему /ɜ/. По мнению лингвистов Петра Аркадьева и Юрия Ландера, это подтверждается существованием минимальных пар, противопоставляющих соответствующие фонемы (например, в бесленеевском диалекте кабардино-черкесского различаются словоформы /ʃxɨ/ «ешь это!» — /ʃxɜ/ «ешь!» — /ʃxɐ/ «он[а] съел[а]»). В бжедугском и шапсугском диалектах адыгейского языка также встречаются носовые гласные (к примеру, «вода» в темиргоевском диалекте произносится как /psɨ/, а в бжедугском — как /psɨ̃/).
Гласные фонемы могут реализовываться по-разному в зависимости от близлежащих согласных. Так, например, в адыгских языках /ɜ/ и /ɨ/ произносятся как [o] и [u] соответственно после лабиализованных согласных. Дифтонги подвергаются монофтонгизации: например, в адыгских дифтонги /wɐ/, /ɐw/ и /wɨ/, /ɨw/ в речи произносятся как [o] and [u], а дифтонги /jɜ/, /ɜj/ и /jɨ/, /ɨj/ — как [e] and [i] соответственно.

#### Акцентология
Абхазо-адыгским языкам присуще силовое ударение. Наибольшей интенсивностью и подвижностью оно отличается в абхазском и абазинском. В двух последних языках, а также, отчасти, в убыхском ударение фонологически релевантно.

### Грамматика
Морфологически абхазо-адыгские языки являются агглютинативными, с высокой степенью синтетизма. Префиксация преобладает над суффиксацией. Части речи различаются не столько морфологически, сколько семантически.
Именное словоизменение развито довольно слабо. Есть категории класса (в абхазо-абазинских языках выражается морфологически, в адыгских и убыхском — семантически), числа, падежа, определенности-неопределенности и притяжательности.
Специфической чертой адыгской и убыхской подгрупп является отсутствие личного местоимения 3 лица.
Глагол абхазо-адыгских языков обладает морфологическими категориями переходности-непереходности, статичности-динамичности, финитности-инфинитности, лица, числа, времени, наклонения, побудительности (каузатив), версии, возможности (потенциалис), непроизвольности, возвратности, совместности, взаимности, союзности. Имеются нейтральные глаголы, выступающие и как переходные, и как непереходные. Глагольные категории вида и залога отсутствуют. Широко используются глагольные приставки, выражающие различные пространственные отношения. Глаголы делятся на одноличные и многоличные.
В причастиях есть категория времени, но отсутствуют категории вида и залога. Причастия (кроме одноличных), изменяются по лицам (в абхазо-абазинской подгруппе — по лицам и классам). Субъектные причастия изменяются только по лицам (классам) объекта, объектные причастия (двухличные) — только по лицам (классам) субъекта.
У деепричастий есть изменение по лицам (классам) и числам. В абхазо-абазинской подгруппе имеются формы без специальных деепричастных показателей. Субъект действия, выраженного деепричастием, не обязательно совпадает с субъектом действия, выраженного финитной формой глагола.
Синтаксически абхазо-адыгские языки являются языками эргативного строя: ср. адыгейское ар ашь ежэ ‘он его ждёт’ (номинативная конструкция) — ащ ар ещэ ‘он его ведёт’ (эргативная конструкция). Помимо номинативной и эргативной конструкций в простом предложении используются также индефинитная (при которой имена субъекта и объекта представлены без падежного оформления) и инверсивная (при которой эргативным (эргативно-косвенным) падежом оформляется реальный субъект, грамматически выступающий в качестве объекта, а абсолютным падежом — реальный объект, грамматически выступающий в качестве субъекта). В абхазо-абазинской подгруппе ввиду отсутствия субъектно-объектного склонения присутствует только индефинитная конструкция.
Абхазо-адыгские языки относятся к числу языков с базовым порядком слов SOV. Простое предложение обычно строится по следующей схеме: «подлежащее + определение + косвенное дополнение + прямое дополнение + обстоятельство + орудное дополнение + сказуемое». Порядок слов особенно важен в абхазском и абазинском языках.
В атрибутивном комплексе аффиксами словоизменения оформляется лишь последний член (групповая флексия).
Сложноподчиненные предложения не характерны. Функции придаточных предложений выполняют глагольные формы, включающие обстоятельственные аффиксы в значениях ‘где’, ‘когда’, ‘куда’, ‘почему’, ‘откуда’; ср. абхазское д-а-хъ-гылаз ‘где он стоял’, д-а-хь-неиз ‘куда он пришёл’.

### Лексика
Современные абхазо-адыгские языки обладают довольно развитой, гибкой и богатой лексикой.
Исконные слова абсолютно доминируют в таких пластах, как местоимения, имена числительные, качественные имена прилагательные, наречия, глаголы, служебные слова. У существительных исконная лексика преобладает в названиях частей тела, предметов и явлений неживой природы, дней недели, местных животных и растений, металлов, жилищ, приусадебных построек, предметов верховой конской сбруи, традиционных орудий труда, а также в традиционной социальной номенклатуре, терминах родства и свойства.
В значительном количестве представлены в рассматриваемых языках и заимствования (в основном русские, арабские, тюркские, персидские, картвельские (только в абхазском), а также интернациональная лексика, пришедшая через русский язык). Иноязычными по происхождению являются, в первую очередь, общественно-политические, культурно-просветительные, научно-технические, учебно-педагогические, религиозные и некоторые другие термины. К заимствованиям, в частности, относятся некоторые названия диких и домашних животных и птиц, многие названия предметов домашнего обихода, галантерейных изделий, мер, календарных месяцев, тканей, одежды, обуви, постельных принадлежностей, предметов конской упряжи, строительных материалов и частей дома, сельскохозяйственных культур, продуктов питания, почти всех напитков, а также некоторых металлов.
Словообразование представлено преимущественно основосложением. Аффиксальное словообразование (как правило, суффиксальное для имен и префиксальное для глаголов) в целом развито слабо.

## Письменность
До начала XIX столетия ни один из абхазо-адыгских языков не имел письменности. Но по некоторым данным, исследователи майкопской культуры приходили к мнению о древнейшей письменности у абхазо-адыгской группы, позднее утраченной. После присоединения к России делаются многочисленные, но довольно разрозненные попытки разработать и применить письменность для отдельных абхазо-адыгских языков на основе кириллицы и арабского письма. После установления советской власти для адыгских языков централизованно вводятся алфавиты на арабской основе. В 1923 кабардинский, а в 1926—1927 гг. — абхазский, адыгейский и абазинский переводятся на латиницу, использовавшуюся до 1936—1938 гг. После этого абхазский алфавит был переведён на грузинскую основу (до 1954 года), а остальные три — на кириллицу, которая существует и поныне.

## История исследования
Наиболее ранний из дошедших до наших дней документ на абхазо-адыгских языках — короткий словарь и разговорник, записанный османским путешественником Эвлия Челеби в XVII веке. Первые настоящие исследования абхазо-адыгских языков появляются в середине XIX века с грамматики абхазского языка, написанной лингвистом Петром Усларом. В 1863 году Услар также подготовил к печати очерк грамматики убыхского языка — единственное его описание, созданное до массового переселения убыхов с Кавказа.